# Дом звукозаписи Украинского радио
Дом звукозаписи Украинского радио (ДЗЗ) — концертно-студийный комплекс Украинского радио в составе Национальной общественной телерадиокомпании Украины, расположен в г. Киеве. Большая концертная студия ДЗЗ позволяет записывать большие оркестровые и хоровые коллективы и является одной из крупнейших подобных студий в Европе.
Большая концертная студия Дома звукозаписи служит репетиционной базой и основной концертной площадкой для художественных коллективов — радиоансамблей Украинского радио:
- Заслуженного академического симфонического оркестра Украинского радио,
- Академической хоровой капеллы Украинского радио,
- Академического оркестра народной и популярной музыки Украинского радио,
- Большого детского хора Украинского радио,
- Трио бандуристок Украинского радио.

## История появления и технические характеристики
Проект студии был разработан в 1962 году, строительство продолжалось с 1967-го по 1972 год. Это одна из пяти крупнейших студий звукозаписи Восточной Европы, возведенных по схожим проектам.
Дом звукозаписи, построенный специально для записи больших оркестровых и хоровых коллективов, имеет уникальные акустические параметры и сегодня остается самым профессиональным специализированным студийно-концертным комплексом Украины с наибольшим симфоническим сценическим пространством. Дом звукозаписи несколько различных по размерам и функциях студий, оснащенных современным цифровым оборудованием:
- Большая концертная студия ДЗЗ, объемом в 9800 м3, предназначенная для записи всех видов академической музыки и коллективов;
- Малая концертная студия, предназначенная для записей коллективов до 35 человек (эстрадно-симфонический оркестр, камерный хор и ансамбль);
- Студия для записи литературно-драматических производств, радиопостановок и отдельных солистов;
- а также несколько студий для записи эстрадной музыки, студии для производства радиопередач, технических помещений для прослушивания и монтажа фонограмм.[5]

## Культурное значение
В течение нескольких десятилетий в студиях ДЗЗ записывались ведущие исполнители украинской музыкальной культуры. В частности, здесь были созданы первые записи Софии Ротару, Назария Яремчука, Владимира Ивасюка, Василия Зинкевича. Голоса Евгении Мирошниченко, Анатолия Соловьяненко, Анатолия Кочерги, Ивана Паторжинского, Зои Гайдай, Бориса Гмыри, Ивана Козловского, Белы Руденко, Юрия Гуляева, Дмитрия Гнатюка, Галины Туфтиной, Марии Стефюк, Людмилы Юрченко, наполняют эфиры каналов Украинского радио, таким образом выполняя функцию передачи культурного наследия нации грядущим поколениям украинцев.
Наряду с выдающимися солистами-вокалистами здесь записывались шедевры в исполнении выдающихся дирижеров, солистов-инструменталистов эфире звучат также яркие солисты инструменталисты разных эпох: Игорь Ойстрах, Святослав Рихтер, Константин Симеонов, Натан Рахлин, Стефан Турчак, Николай Петров, Владимир Крайнев, Мария Чайковская, Николай Сук, Олег Крыса, Лиана Исакадзе, Богодар Которович, Александр (Олесь) Семчук, Ада Роговцева, Богдан Ступка, и многие другие. Такие выдающиеся актеры как Ада Роговцева, Богдан Ступка, Наталья и Ольга Сумские, Богдан Бенюк, Анатолий Хостикоев, Анатолий Паламаренко и многие другие создали национальную антологию украинского радиотеатра.
В течение десятилетий работы в Доме звукозаписи создан аудио архив — Фонд Украинского радио, в котором хранится более 110 000 наименований записей.